# Helga Vlahović
Pour les articles homonymes, voir Vlahovic.
Helga Vlahović (également Helga Vlahović-Brnobić, Helga Vlahović-Pea), née le 28 janvier 1945 à Zagreb et morte le 27 février 2012 dans la même ville, est une présentatrice, journaliste et productrice de télévision austro-croate.

## Biographie
Elle commence sa carrière à la Radiotelevizija Zagreb en 1964, tout en étudiant l'allemand, l'anglais et l'histoire de l'art à l'Université de Zagreb. Elle abandonne l'université en raison de sa charge de travail, puis en 1966 elle devient présentatrice de divers divertissements télévisés et émissions musicales, dont TV Magazin.
En 1968, elle présente le Festival de Sopot en Pologne, en 1971 un festival à Scheveningen, aux Pays-Bas. Elle reprend ensuite l'émission matinale Jugoslavijo, dobar dan (Bonjour, Yougoslavie) en 1972. En 1977 et 1978, elle anime l'émission de variétés musicales Svjetla pozornice (Feux de la Rampe). De 1978 à 1980, elle organise le jeu Jadranski susreti (Réunification de l'Adriatique, une version yougoslave de Jeux sans frontières).